# 格莱萨克瑟
格莱萨克瑟（丹麥語：Gladsaxe）是丹麦首都大区格萊薩克瑟市鎮的城镇，位于西兰岛东部厄勒海峡沿岸。